# Олонки
Оло́нки — село в Боханском районе Иркутской области. Административный центр муниципального образования «Олонки».
Расположено на правом берегу Ангары в 80 км к северо-западу от Иркутска.

## Население
| 2002 | 2010  | 2011  | 2012  |
| ---- | ----- | ----- | ----- |
| 2282 | ↘2276 | ↗2277 | ↘2259 |

## История
Название села Олонки, по одной из версий, пошло от первооткрывателей Сибири, прибывших из Олонецкого края. Подтверждение этому можно найти, проанализировав продвижение этого названия с запада на восток. Однако по мнению М. Н. Мельхеева, название Олонки произошло от эвенкийского слова «олоннго» — «брод»; по-бурятски «олом», «улам» также означает «брод», «переправа». Очевидно, здесь, где Ангара разбивается на множество протоков, в древности находилось более удобное место переправы через реку.. Ещё по одной версии, название происходит от имени первопоселенца Ойланко.
Еще одна версия перевода с эвенкийского языка, трактуется так: «олло» — рыба, с бурятского «олон», «олонто» — много; множество, «улам» — всё больше. Получается — «рыбы много» — рыбное место. Что весьма вероятно, потому что село находилось у берегов двух рек, Ангары и Олонки. В словаре гидронимов Иркутской области, ручей «Качиг» переводится, как «зима», а созвучное слово «олонгро», «олонгда» означает охотничьи сани — нарты.
Приблизительной датой возникновения села Олонки считается 1678 год.
Село Олонки сложилось из трёх частей — Верхняя деревня, Нижняя деревня и Култук. Первые две деревни также назывались Верхне-Олонским и Нижне-Олонским селениями. В метрических книгах Олонской церкви они рассматриваются как отдельные населённые пункты, но вместе с тем применяется их общее название — село Олонское.
Среди Олонских старожилов сохранилось мнение, что сокращённое название села — Олонки — впервые предложил декабрист В. Ф. Раевский, живший здесь на поселении с 1828 по 1872 год. Также существует легенда, что деревню заложил бурят по имени Олонка.
В 1907 году, по подсчётам старожилов, в Олонках насчитывалось 205 дворов крестьян-единоличников и зажиточных крестьян; действовала церковь, частная лавка Сысоева П. П. Также в деревне работало 8 кузниц, действовала ветряная мельница и несколько водяных мельниц.
С осени 1918 года, когда белогвардейцы свергли Советскую власть в Иркутской губернии (Советская власть действовала с 22 декабря 1917 г. по 8 июля 1918 г.) в губернии развернулось партизанское движение. Вблизи села действовали партизанские отряды под командованием Павла Балтахинова и Н. А. Каландаришвили. Имя Каландаришвили носит улица в Иркутске, кроме того, долгое время в Олонках действовал колхоз имени Каландаришвили.
6-9 февраля 1920 г. под Олонками, в местечке Пономарево, произошёл бой между частями Красной Армии и частями белогвардейского генерала Каппеля, умершего незадолго до этого, 26 января 1920 г. Каппелевцы потерпели поражение и были вынуждены отступить на Московский тракт. В селе Олонки сохранилась братская могила, где захоронены павшие в бою бойцы.

## Самоуправление
Во второй половине XIX века село Олонки входило в состав Идинской волости Балаганского уезда Иркутской губернии. Волостью управлял заседатель, который выполнял административные, полицейские и следственные обязанности. Резиденция заседателя находилась в с. Верхне-Острожное (теперь Каменка).
С 1934 по 1959 гг. село Олонки являлось районным центром Кировского района. В состав входили Олонский, Морозовский, Буретский, Грехневский и Идинский сельсоветы.
С 1 января 1961 г. Олонки вошли в состав Боханского района и Усть-Ордынского Бурятского автономного округа.
С 1978 г. центральный орган управления получил название Олонский сельский Совет народных депутатов.
С 1992 г. главный орган власти носил название Олонская сельская администрация
С 2004 г. — администрация МО «Олонки»

## Образование

### Олонская средняя общеобразовательная школа им. В. Ф. Раевского
Первая школа в Олонках была заложена декабристом В. Ф. Раевским в 30-годы XIX века. В журнале «Восточно-Сибирский календарь» за 1875 г. упоминается «Олонское училище Идинской волости», которое содержал местный купец Кудрявцев. В 1874 г. в нём обучались 24 мальчика и 16 девочек.
В 1936 г. в Олонках построена средняя школа — деревянное двухэтажное здание с отдельным спортзалом. На сегодняшний день здание не сохранилось. В 1989 г. началось строительство новой школы на 624 учащихся. 15 октября 1991 г. школа сдана в эксплуатацию. Сегодня здесь учится 352 ученика.

### Олонский филиал ОГУО НПО профессиональное училище № 57
На базе профессионального училища готовят специалистов: мастер по лесному хозяйству.
Олонского филиала уже не существует

### Муниципальное дошкольное образовательное учреждение «Детский сад с. Олонки»
Образован в 1928 г. Первоначально носил статус детской площадки, заведовала площадкой Серёдкина Прасковья Иннокентьевна.

## Здравоохранение

### Олонская участковая больница
Строительство больницы в Олонках началось в 1938 г., а в 1938 г. открылись двери для первых пациентов.

## Культура

### Олонский культурный центр досуга
Первый дом культуры на селе был открыт в бывшей церкви, а новое здание ДК строилось с 1957 по 1962 г. С 1973 г. действует оркестр духовых инструментов, который получил звание Народного. Много сил и творческой энергии в этот оркестр, ставший настоящей школой жизни для многих трудных подростков, вложил Виктор Константинович Чумаков. Сейчас оркестром руководит его сын и ученик Георгий Викторович Чумаков.
Первым киномехаником села Олонки был Потемкин Николай Ефремович.
Затем долгие годы кино для своих односельчан показывал киномеханик Флус Илья (Эвальд) Альфредович.

### Олонская сельская библиотека имени В. Ф. Раевского
Открыта в 1935 г.

### Олонский краеведческий музей имени В. Ф. Раевского
Основы Олонского краеведческого музея заложены ещё в 1959 г. Руководил работой по сбору старинной домашней утвари, документов и фотографий силами школьников и учителей сельской школы Евгений Павлович Титов, учитель географии, ветеран Великой Отечественной войны, участник битвы за Москву. Официально музей открыт в декабре 1966 г. В советские годы музей пользовался всесоюзной известностью, в том числе за счет подробного представления быта декабристов в ссылке. Сегодня фонды музея насчитывают более 4 тысяч уникальных экспонатов.
Интересно, что ещё один музей, посвященный В. Ф. Раевскому, находится в селе Богословка Губкинского района Белгородской области в доме дяди декабриста Г. М. Раевского, так как родовое поместье и дом отца, Федосея Михайловича, не сохранились.

### Благовещенский приход села Олонки (Иркутская епархия Русской Православной Церкви)
«О существовании первой церкви в с. Олонки сообщает передаточная опись 1727 года — времени образования самостоятельной Иркутской епархии. Церковь эта в феврале 1727 году сгорела. По указу Иркутского епископа Иннокентия Кульчицкого в 1728 году начала возводиться новая церковь, а до окончания строительства богослужения временно проводились в древней часовне. Эта церковь так же сгорела в 1786 году. На месте пожарища в 1820 была возведена часовня. В 1797 году построили последнюю деревянную церковь во имя Благовещения Пресвятой Богородицы, сохранившуюся до середины XX века. Церковь была одноэтажная и имела два престола: главный холодный храм — во имя Благовещения Пресвятой Богородицы, теплый предел — во имя святого Василия Великого. В одной связке с церковью построили колокольню. Приход в начале XX века состоял из селения и двух деревень с населением более 3400 человек. В 1935 году церковь закрыли, а здание перестроили под сельский клуб. До наших дней оно не сохранилось.» Из исторической справки, хранящейся в храме.
Сейчас в селе есть храм, расположен возле здания почты.

## Известные жители села
- Налетов, Иннокентий Иннокентьевич — адмирал, командующий Морскими силами Федеральной пограничной службы России
- Редькин, Валентин Яковлевич — депутат Верховного совета РСФСР
- Кудрявцев, Федор Александрович — ученый-историк, профессор, общественный деятель, глава общества советско-монгольской дружбы, автор монографии «Александровский централ»
- Быргазов, Анатолий Семенович — писатель, журналист, автор романа «Преступление не будет раскрыто», экранизированного ещё до выхода книги в печать. Анатолий Семенович Быргазов родился 5 декабря 1936 года в с. Олонки Боханского района. Отец, Семен Евгеньевич, участник гражданской войны, партизан отряда Каландаршвили, мать, Вишневская Анастасия Парфеновна. Обучался в Олонской средней школе, затем после переезда в 1952 году в Иркутск, окончил школу № 11. В 1954 году поступил в Иркутский геологоразведочный техникум. После техникума Анатолий поступил в Иркутский горно-металлургический институт, не окончив его, начал работать внештатным корреспондентом в разных газетах. Затем учился в Иркутском государственном университете на историко-филологическом факультете. Его однокурсниками были Валентин Распутин и Александр Вампилов. После окончания ВУЗа работал корреспондентом в районных и областных газетах, в частности в «Советской молодежи», редактором на Иркутской студии телевидения. С середины 80-х годов обосновался в Москве. Работал в библиотеках, начал серьезно заниматься литературным творчеством. Первое крупное произведение Быргазова А. С. (лит.псевдонимы: Семенов, Вишневский) — повесть «Коровка, коровка дай молочка» впервые была опубликована в 1987 году и признана лучшей публикацией года и отмечена премией. Анатолий Семенович- автор романа «Преступление не будет раскрыто», который был экранизирован по заказу Кинофонда и Киновидеопроката РФ в 1992 году. Одноименная книга вышла в свет в 1993 году, презентация которой и фильма, прошла в иркутском кинотеатре «Хроника». В 1991 году на экраны страны вышел кинофильм «Глухомань» по сценарию Быргазова А. С. Съемки этого фильма прошли в Каширском районе Московской области. Остались рукописи необликованных произведений Анатолия Семеновича: рассказы «Ульяна», «Матвей Зарубин», «Смерть человека», фельетон «Культработники», которые хранятся в Музее имени декабриста В. Ф. Раевского с. Олонки Боханского района.